# Clarinete piccolo

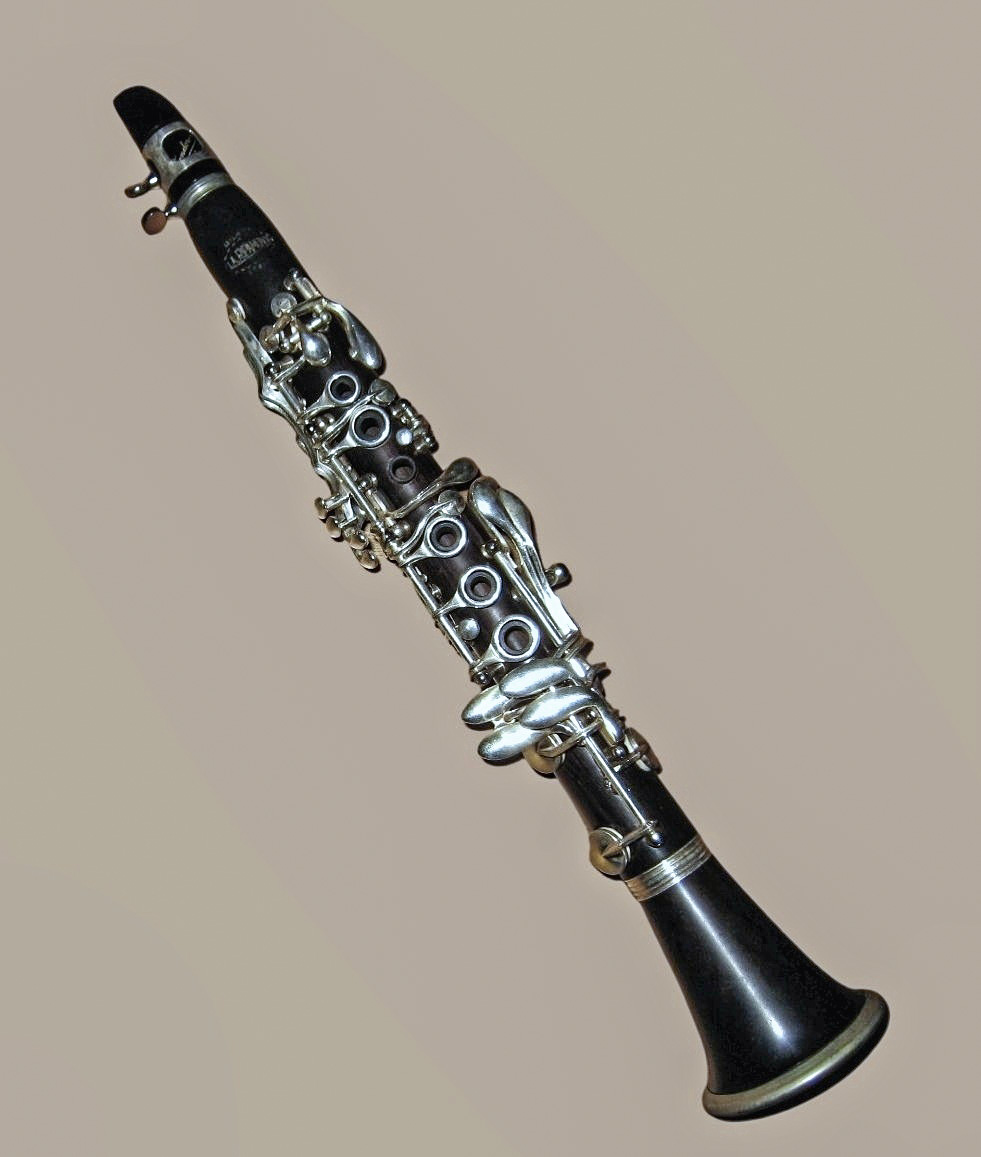
Clarinete piccolo afinado en La♭.

El clarinete piccolo, también llamado clarinete sopranino, es un instrumento de viento-madera perteneciente a la familia del clarinete. Es el miembro más pequeño y de registro más agudo de la familia. No es un instrumento común, pero el clarinete piccolo más utilizado está afinado en La♭ (bemol), una octava superior al clarinete soprano. El límite entre estos dos clarinetes no está bien definido y los inusuales instrumentos afinados en Sol o en Fa pueden ser considerados como ambos.
Actualmente, el clarinete piccolo afinado en La♭ es el clarinete moderno que se conoce comúnmente como sopranino. Tiene una tesitura una séptima menor más alta que el clarinete soprano en Si♭. Su nota más baja es mi, al igual que la mayoría de Clarinetes.
En las bandas de música, especialmente en España e Italia, aparecían clarinetes afinados en La♭ frecuentemente por lo menos hasta mediados del siglo XX y se necesitan para interpretar varias piezas en las óperas de Verdi.
Cecil Forsyth relacionado con los instrumentos altos en Austria, escribió "En aras de la exhaustividad cabe añadir que en clarinetes en Fa (alto), e incluso en La♭ (alto) son ocasionalmente utilizados en el extranjero. Este último instrumento es empleado con regularidad en el bandas militares de Austria". Un ejemplo famoso de un uso extendido de un clarinete alto es un pequeño conjunto vienés llamado Schrammel quartet, integrado por dos violines (los hermanos Johann y Josef Schrammel), un bajo y un clarinete en Sol, interpretado por Dänzer de Georg, durante la década de 1880.
El clarinete en La♭ no es frecuente en los arreglos para coro de clarinetes (por ejemplo, los de Lucien Calliet, incluyendo la obertura de Las bodas de Fígaro de Mozart ) aunque el instrumento suele ser opcional o aconsejado en otras voces. Hay partes para clarinete en La♭ en Scherzo para piano y orquesta, op. 2 de Béla Bartók ("sobre todo en unísono con el clarinete en Mi♭ o piccolo") y en Celtic Requiem de John Tavener (1969). Varias obras de cámara de Hans-Joachim Hespos emplean un clarinete en La♭, incluyendo partes para sarrusofón soprano, heckelfón, y tarogato. Hespos también utiliza el clariente en La♭ en su obra para orquesta Interactions.